# Humberto Biazotti
Humberto Fabián Biazotti (Pergamino, Argentina, 10 de febrero de 1970). Es un exfutbolista argentino, que jugó de delantero y militó en clubes de Argentina, Chile, Bolivia y China.

## Trayectoria
Delantero potente, al que todos destacaban por ser un gran cabeceador, rápido en juego con pelota, juega mucho para el equipo y ocupa posiciones en lugares con espacio vacíos, y marca diagonales para la definición. Debutó en Ferro  en 1989, de la mano de Carlos Timoteo Griguol. La revista Sólo Goles, titulaba La Escuela de Griguol y que este DT los hacía estudiar. Entre ellos estaban: Miguel Ángel Vargas, Roberto Ayala (quien luego sería capitán de la Selección Argentina), Roberto Molina y Biazotti, donde hizo 10 años incluyendo las inferiores donde debutó solamente con 18 años, su primer gol en primera fue frente a instituto de córdoba 2-0 convirtiendo el primer gol, después de dos fechas de haber debutado, fue transferido a Rosario Central en 1995 en donde compartió vestuario con su compañero de Ferro Mario Pobersnik, Ruben Da Silva, Coudet, Palma, Cardetti, Bonano, Abbondanccieri, y otros. En aquel equipo conquistó la Copa Conmebol 1995.
En junio de 1996 fue a Estudiantes de La Plata. Luego de aquel paso por La Plata, se fue a Bolivia a triunfar. Hizo una aceptable campaña en el Aurora, durante 1997, y le valió un traspaso ni más ni menos que al Deportes Antofagasta de Chile. Sin embargo, le surge la exótica propuesta de jugar en China. Sólo juega 6 meses en el Budon.
En 1999 San Miguel lo contrata para afrontar el Nacional B, con figuras (además de él) como Cameroni y López Maradona. En 2001 es fichado por All Boys en donde le convierte un gol a Ferro de cabeza en la victoria del albo por 3 a 1 en Caballito. Posteriormente el San Martín de Tucumán lo contrata para volver al Nacional B. Extrañamente al año siguiente lo contrata el club rival de San Martín: el Atlético Tucumán,
En el 2003, pasa a Italiano, y terminó su carrera en 2005.

## Clubes
| Club                    | País      | Año       |
| ----------------------- | --------- | --------- |
| Ferro Carril Oeste      | Argentina | 1989-1995 |
| Rosario Central         | Argentina | 1995-1996 |
| Estudiantes de La Plata | Argentina | 1996      |
| Aurora                  | Bolivia   | 1997      |
| Deportes Antofagasta    | Chile     | 1997      |
| Budon                   | China     | 1998      |
| San Miguel              | Argentina | 1999-2000 |
| All Boys                | Argentina | 2000-2001 |
| San Martín (Tucumán)    | Argentina | 2001-2002 |
| Atlético Tucumán        | Argentina | 2002-2003 |
| Sportivo Italiano       | Argentina | 2004      |
| Estudiantes de San Luis | Argentina | 2004      |

## Palmarés

### Copas internacionales
| Título        | Club            | Año  |
| ------------- | --------------- | ---- |
| Copa Conmebol | Rosario Central | 1995 |